# 奥村政利
奥村 政利（おくむら まさとし、生没年不詳）とは、江戸時代の浮世絵師。

## 来歴
奥村政信または奥村利信の門人かといわれており、作画期は寛延の頃とされる。「奥村文全政利」の名で黒本『高砂十返松』や『狼に衣』などの挿絵を描き、また肉筆美人画で「政敏書」と落款し「政利」の印を捺したものがあるという。